# Campeonato Sul-Americano de Rugby de 1993
O Campeonato Sul-Americano de Rugby de 1993 foi a XVIII edição deste torneio.

O torneio foi realizado em vários locais diferentes, Assunção, Buenos Aires, Montevideu, Santiago e São Paulo.
Participaram as equipas de Argentina, Brasil, Chile, Paraguai e Uruguai.
A Seleção Argentina  ganhou o título. 

Este torneio foi também valido pelas eliminatórias da Copa do Mundo 1995. O Brasil não participou as Eliminatórias, sua participação se limitou apenas ao Campeonato Sul-Americano.

## Jogos
| 25 de Setembro de 1993 |        |        |           |
| Uruguai                | 55 – 5 | Brasil | São Paulo |
|                        |        |        | São Paulo |

| 26 de Setembro de 1993 |         |          |          |
| Chile                  | 24 – 25 | Paraguai | Santiago |
|                        |         |          | Santiago |

| 2 de Outubro de 1993 |        |         |          |
| Paraguai             | 3 – 67 | Uruguai | Assunção |
|                      |        |         | Assunção |

| 2 de Outubro de 1993 |         |           |           |
| Brasil               | 3 – 114 | Argentina | São Paulo |
|                      |         |           | São Paulo |

| 9 de Outubro de 1993 |        |       |            |
| Uruguai              | 14 – 6 | Chile | Montevideu |
|                      |        |       | Montevideu |

| 10 de Outubro de 1993 |         |        |          |
| Paraguai              | 48 - 17 | Brasil | Assunção |
|                       |         |        | Assunção |

| 11 de Outubro de 1993 |        |       |              |
| Argentina             | 70 – 7 | Chile | Buenos Aires |
|                       |        |       | Buenos Aires |

| 15 de Outubro de 1993 |         |        |          |
| Chile                 | 37 – 26 | Brasil | Santiago |
|                       |         |        | Santiago |

| 16 de Outubro de 1993 |        |          |              |
| Argentina             | 51 – 3 | Paraguai | Buenos Aires |
|                       |        |          | Buenos Aires |

| 23 de Outubro de 1993 |         |           |            |
| Uruguai               | 10 – 19 | Argentina | Montevideu |
|                       |         |           | Montevideu |

### Classificação
| Seleção   | Vitórias | Empates | Derrotas | Pontos a favor | Pontos contra | Pontos +/- | Pontos |
| --------- | -------- | ------- | -------- | -------------- | ------------- | ---------- | ------ |
| Argentina | 4        | 0       | 0        | 244            | 23            | +221       | 8      |
| Uruguai   | 3        | 0       | 1        | 146            | 33            | +113       | 6      |
| Paraguai  | 2        | 0       | 2        | 79             | 149           | -70        | 4      |
| Chile     | 1        | 0       | 3        | 74             | 135           | -61        | 2      |
| Brasil    | 0        | 0       | 4        | 51             | 254           | -203       | 0      |

Pontuação: Vitória = 2, Empate = 1, Derrota = 0 

## Campeão
| Campeonato Sul-Americano de Rugby 1993 |
| -------------------------------------- |
| ARGENTINA Campeã (17º título)          |